# Almanza
Almanza là một đô thị trong tỉnh León, Castile và León, Tây Ban Nha.